# Нуралы-хан II
Нурали-хан — сын Барак-султана. Хивинский хан из казахской династии Торе в 1769.
Нурали, стал правителем в период "казахского ханбази". В это время на трон поднимались представители трех различных ветвей казахских Чингизидов, которые были зависимы от хивинских эмиров. По информации из "Фирдаус ал-икбал", Нурали-хан был восстановлен на престол в 1181 году по хиджре (1769) Мухаммедом Амин инаком. В его время туркменское племя Йомут восстало против Нурали-хана. Они победили армию хивинцев в сражении. Тогда Мухаммед Амин инак послал своего младшего брата, Адиль бека, за помощью к сыну Абулхаир-хана, Ералы-хану. При помощи Ералы-хана, Мухаммед Амин инак разбил племена Чоудур и Йомут в Шахабаде. Хотя Чоудуры покинули область Хивинского ханства, оставшиеся Йомуты победили Мухаммеда Амин инака и свергли Нурали. Йомуты, ища легитимность, посадили другого казахского Чингизида Джангира, сына Гаипа на трон.